# Вектор поляризації
Вектор поляризації — наведений зовнішнім електричним полем дипольний момент одиниці об'єму речовини, кількісна
характеристика діелектричної поляризації.
Позначається літерою {\displaystyle \mathbf {P} }, вимірюється в системі SI у В/м.

## Фізична природа
Діелектрична поляризація зумовлена зсувом зв'язаних зарядів у зовнішньому електричному полі. Якщо виділити який небудь об'єм у діелектрику, то при прикладанні поля на його поверхні виникатимуть поверхневі електричні заряди {\displaystyle \sigma _{sur}}. Такі заряди можуть виникнути або завдяки зсуву електронної оболонки відносно ядра атома, або ж в результаті переорієнтації молекул, які мають власний дипольний момент. Нормальну до поверхні складову вектора поляризації визначають, як
{\displaystyle P_{n}=\mathbf {P} \cdot \mathbf {n} =\sigma _{sur},}
де {\displaystyle \mathbf {n} } — орт нормалі до поверхні.
Можна ввести вектор електричної індукції {\displaystyle \mathbf {D} }, який зручний при описі електричного поля у суцільному середовищі:
{\displaystyle \mathbf {D} =\mathbf {E} +4\pi \mathbf {P} }.

## Зв'язок з електричним полем
Здебільшого зв'язок між вектором поляризації та електричним полем, яке зумовило поляризацію, лінійний і задається тензором поляризовності.
{\displaystyle \mathbf {P} ={\hat {\alpha }}\mathbf {E} }.
Певні речовини можуть бути поляризованими при відсутності електричного поля. До таких речовин належать піроелектрики — кристалічні речовини із спонтанною поляризацією й електрети — аморфні речовини, в яких наведена полем поляризація може зберігатися впродовж тривалого часу.
У випадку змінного електричного поля середовище може реагувати на зміну поля із запізненням. В такому випадку вектор поляризації в цей час залежатиме від напруженості прикладеного електричного поля в попередні моменти часу. В таких випадках говорять про часову дисперсію й записують співвідношення між вектором поляризації й електромагнітним полем у вигляді
{\displaystyle \mathbf {P} (t)=\int _{0}^{\infty }{\hat {\alpha }}(t^{\prime })\mathbf {E} (t-t^{\prime })dt^{\prime }}.
Фур'є образи вектора поляризації і напруженості електричного поля в такому випадку зв'язані лінійним співвідношенням: {\displaystyle \mathbf {(} P)_{\omega }={\hat {\alpha }}(\omega )\mathbf {E} _{\omega }},
де
{\displaystyle {\hat {\alpha }}(\omega )=\int _{0}^{\infty }{\hat {\alpha }}(t)e^{i\omega t}dt}.
Якщо електромагнітне поле неоднорідне в просторі, як, наприклад, у випадку розповсюдження електромагнітних хвиль, і взаємодіє із збудженнями в речовині, які мають довжину хвилі порядка довжини електромагнітної хвилі, то значення поляризації в певній точці простору може залежати від значення напруженості електричного поля в сусідніх точках простору. В таких випадках говорять про просторову дисперсію.
{\displaystyle \mathbf {P} (t,\mathbf {r} )=\int d^{3}r^{\prime }\int _{0}^{\infty }{\hat {\alpha }}(t^{\prime },\mathbf {r} ^{\prime })\mathbf {E} (t-t^{\prime },\mathbf {r} -\mathbf {r} ^{\prime })dt^{\prime }}.
В сильних електричних полях зв'язок між поляризацією й електричним полем може відрізнятися від лінійного. Явища, які за цього виникають вивчаються, наприклад, у нелінійній оптиці.